# Marco Muñoz González
Marco Andrés Muñoz González (Chile, 27 de septiembre de 1976) es un exfutbolista chileno. Jugaba de defensa y militó en diversos clubes de Chile.
Ha trabajado como ayudante técnico en la división de fútbol joven de Santiago Morning, y técnico en San Antonio Unido durante 2020 y 2021.

## Selección nacional
Su máximo logro fue alcanzar el Tercer lugar mundial con la selección de fútbol sub-17 de Chile en la Copa Mundial de Fútbol Sub-17 de Japón en 1993.

### Participaciones en Copas del Mundo
| Mundial                        | Sede  | Resultado    |
| ------------------------------ | ----- | ------------ |
| Mundial Juvenil Sub-17 de 1993 | Japón | Tercer lugar |

## Clubes

### Como jugador
| Club                  | País  | Año       |
| --------------------- | ----- | --------- |
| Colo-Colo             | Chile | 1993-1996 |
| Magallanes            | Chile | 1997      |
| Ñublense              | Chile | 1997-1998 |
| Santiago Morning      | Chile | 1999-2001 |
| Deportes Puerto Montt | Chile | 2002-2003 |
| Lota Schwager         | Chile | 2004      |
| Deportes Ovalle       | Chile | 2005      |
| Cobreloa              | Chile | 2006      |
| Deportes Puerto Montt | Chile | 2007-2009 |

### junto a Héctor tapia, año 2019
| Club              | País  | Año       |
| ----------------- | ----- | --------- |
| San Antonio Unido | Chile | 2020-2021 |